# Acıbadem kurabiyesi

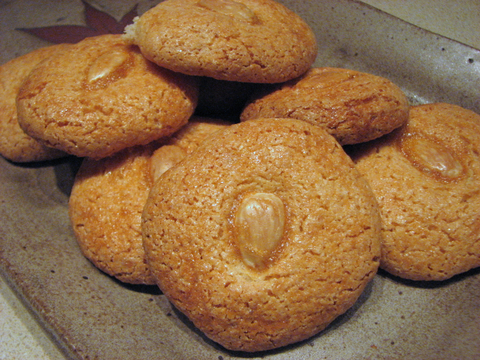
Acıbadem kurabiyesi de Turquía.

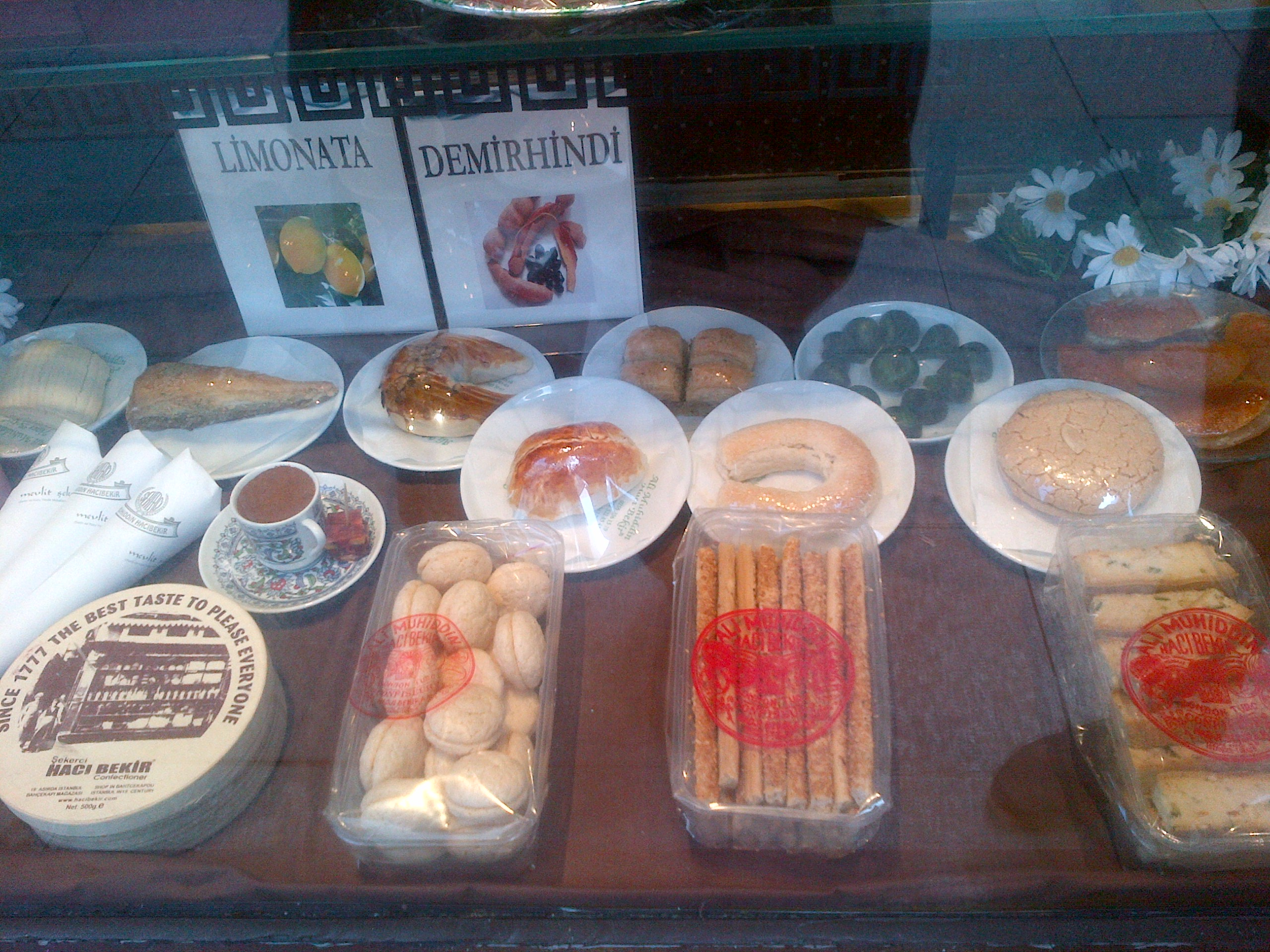
Variedades de Ay çöreği y un par de Acıbadem kurabiyesi (a la derecha, entre un paquete de galletas y unos platos de dulce de higos y dulce de cáscaras de naranja), en la vitrina de Hacı Bekir, repostería turca tradicional en Kadıköy.

La acıbadem kurabiyesi (en turco "kurabiye" de almendra amarga) es un tipo de kurabiye tradicional turca hecha de almendra, azúcar y clara de huevo.
Las recetas tradicionales incluyen una pequeña cantidad de almendra amarga, lo que da a las galletas su nombre. Debido a que no siempre se dispone de ellas, es frecuente emplear extracto de almendra como sustituto. En la parte superior de cada pieza se coloca una almendra antes de hornear.
Estas galletas se venden en casi todas las panaderías de Turquía, además de prepararse de forma casera. Una forma de presentación comercial es la venta de kurabiyes empaquetados de dos en dos, unidos el uno al otro por su parte posterior.